# أمزيزل (إقليم الرشيدية)
امزيزل  (بالإنجليزية: M'ZIZEL)‏ هي جماعة قروية تابعة لإقليم الرشيدية ضمن جهة مكناس تافيلالت بالمغرب. بلغ مجموع عدد سكان  امزيزل  حسب إحصاءات 2004 حوالي 6443 نسمة يعيشون في 1062 أسرة.

## إحصاء عام
| السنة | عدد السكان | عدد الأسر | عدد الأجانب |
| ----- | ---------- | --------- | ----------- |
| 1994  | 6309       | 963       | °°°°        |
| 2004  | 6443       | 1062      | 1           |